# 120号線 (チェコ)
チェコ国鉄120号線、別名プラハ～ラコヴニーク線（チェコ語;Železniční trať Praha–Rakovník）は、チェコ国鉄の鉄道線の名称である。
プラハとエルツ山地方面を結ぶ路線として開業したが、現在その役割は主に090号線が担っており、こちらはプラハとラコヴニークを結ぶローカル路線としての役割を担っている。
2017年7月 - 2020年5月の間は、工事によりブブニ - マサリク駅間が休止され、代わりにプラハ・ブブニ・ヴルタヴァ駅が設置され、ターミナル駅の役割を担っていた。
2023年3月 - 2025年8月1日の間は、工事のため、プラハ - デイヴィツェ間で運行を休止している。

## 歴史
前身は、1830年、デイヴィツェ～ストホフ～ラーニ間に軌間1120 mmで開業したプラハ鉄道（プラハ-ラーニ馬車鉄道）である。馬車鉄道は主にクラドノとラーナ（現在ラーニ）の木材をプラハとブシュティエフラド炭鉱へ輸送することで活用された。帝国特認ブシュティエフラド鉄道会社（k.k. privilegierte Buschtiehrader Eisenbahn, BEB）は1852年に設立された。その後馬車鉄道はBEBにより改軌され、1863年にデイヴィツェ～クラドノ間が再開業した。
BEBは1868年6月3日にプラハ - ザクセン王国国境区間・ラコヴニック分岐線など、三つの鉄道建設に関する免許を獲得した。その後徐々に開業区間が伸び、1873年に全線開通した。

## 運行形態
2023年3月 - 2025年8月1日、全列車がプラバ・デイヴィツェ駅をターミナルとしているが、2025年8月2日より再びプラハ・マサリク駅（一部プラハ本駅）がプラハ側の起点となる予定。また、2017年7月 - 2020年5月の間は、プラハ・ブブニ・ヴルタヴァ駅をターミナルとしていて、全列車が停車していた。一方でブブニには、西行の全列車、東行の大部分が通過していた。

### 特急「リフリーク(R)」
- R24系統: プラハ - ラコヴニーク　　※アリヴァ列車による運行
2時間に1本運行されるが、4時間間隔が空くこともある。
過去の運行形態
2015年4月のダイヤ改正以前は、チェコ鉄道によるプラハ・マサリク - ラコヴニーク間の運行で、ブブニとヴェレスラヴィーンを通過していた。
2015年4月よりヴェレスラヴィーン停車となった。
2019年度に限り、「ラーニ」の愛称名で運行していた。2019年末にアリヴァ列車に移管された。
2023年3月より、デイヴィツェ以東が休止された。
2025年8月2日より、再びプラハ・マサリク駅発着となり、ブブニが停車駅に追加される予定。

- クラロヴィツキー・リフリーク号：　プラハ本駅 - ホスチヴィツェ - ラコヴニーク - クラロヴィツェ　【年5日運行】　　※鉄道旅行者クラブ交通による運行
季節限定で、年5日に限り、一日1往復運行する。ホスチヴィツェ以東は122号線に、ラコヴニーク以西は162号線に直通する。途中、ホスチヴィツェ、クラドノ、ルジナー、ラコヴニークに停車する。
2025年度より運行開始予定。

### 快速「スピェシニー(Sp)」
- プラハ - クラドノ - オストロヴェツ/クラルピ
2時間に1本運行される。クラドノ以北は093号線に乗り入れる。原則、特急と同じ停車駅で、特急と合わせて1～2時間に1本の運行となる様なダイヤが組まれている。
2015年4月のダイヤ改正以前は、一部列車を除きヴェレスラヴィーンを通過していた。マサリク駅を発着していた時は、大部分がブブニを通過していた。2025年8月2日より、再びプラハ・マサリク駅発着となり、全列車ブブニに停車する予定。

- プラハ - クラドノ - ラコヴニーク
一日あたり、平日1往復、休日2往復運行する。東行のうち1本はカチツェ以西各駅に停車するが、西行はリンホレツ、ラコヴニーク停留所を通過する。また、休日の西行全列車と東行1本は特急と同じ停車駅となる。
過去の運行形態
2019年以前は、東行1本、西行は平日のみ1本の運行であった。東行は、平日クラドノ以西、休日カチツェ以西各駅に停車していた。全列車がブブニを通過していた。
2020年度より、休日に西行が一日1本、特急と同じ停車駅で運行する様になった。
2023年度より、平日の東行がカメンネー・ジェフロヴィツェ通過となった。2023年3月より、デイヴィツェ以東が休止された。
2024年度より、休日に一日1往復が増発された。増発された列車は、特急と同じ停車駅となった。
2025年8月2日より、再びプラハ・マサリク駅発着となり、全列車ブブニに停車する予定。

### 普通
区間毎に運転系統が分かれる。
- プラハ～クラドノ～オストロヴェツまたはクラルピ間　　※チェコ鉄道による運行
1時間に1本運行され、クラドノ以北は093号線に乗り入れる。
2017年7月 - 2020年5月の間は、大部分がブブニ通過、ブブニ・ヴルタヴァ駅発着であった。ただし、平日朝の上り1本と、2020年度に限り午後の上り1本が、ブブニ駅終着であった。また、デイヴィツェ以東の工事開始前は、大部分がマサリク駅発着であったが、深夜の1往復のみ、プラハ本駅発着で、マサリク駅東方の短絡線を経由して011号線と同じ路線を通り、リベニ駅で折り返してプラハ本駅に向かっていた[6]。

- クラドノ～ラコヴニーク間　　※チェコ鉄道による運行
2時間に1本運行される。クラドノでプラハ方面快速に接続する。

- イルコフ - ルジナー - ラコヴニーク　　※レンダーバーン社による運行
南行は、一日1本（金曜のみ一日2本）の運行で、平日に限り1本がラコヴニーク停留所を通過する。北行は、月曜のみ週1本の運行。ルジナー以北は124号線に直通する。
過去の運行形態
2019年以前は快速として、平日の南行一日1本、ラコヴニーク停留所通過列車のみ運行していた。
2020年度に普通に格下げとなった。
2023年度に南行が毎日運行（金曜のみ一日2本）、北行が月曜の週1本のみ運行となった。この時増発された列車はラコヴニーク停留所にも停車している。
2024年度より、一日あたり平日4往復、休日1.5往復に増加となった。

- 過去の運行系統
  - オストロヴェツ → クラドノ → ホスチヴィツェ → スミーホフ → プラハ本駅　【土曜・休日運行】　　※チェコ鉄道による運行
深夜に、一日片道1本のみ運行していた。クラドノ以西は093号線から、ホスチヴィツェ以東は122号線に直通していた。
2021年末に休止。

### 臨時列車

#### ルジナー以東
- ルジナー・チェコ鉄道博物館号（快速）
蒸気機関車。年6日のみ、プラハ - ルジナー間に1往復運行する。特急停車駅のうち、カチツェ、ノヴェー・ストラシェチーを除く各駅に停車する。2017年運行。

- ルジナー・チェコ鉄道博物館号（普通）
蒸気機関車。年2日のみ、ストホフ - ルジナー間に1往復運行する。途中ノンストップで運行する。2017年運行。

- 蒸気機関車（特急）
年4日のみ、プラハ本駅 - ホスチヴィツェ - ルジナー間に、一日1往復運行する。ホスチヴィツェ以東は122号線に直通する。途中、カチツェとノヴェー・ストラシェチーを通過する。2018-20年運行。
2019年に限り、年5日の運行であった。

- 蒸気機関車（普通、春季）
年1日のみ、クラドノ → ルジナー間に、片道1本のみ運行する。停車駅は定期特急と同じ。2018年運行。

- 蒸気機関車（普通、春季）
年2日のみ、ストホフ - ルジナー間に、一日1往復運行する。リンホレツを除く各駅に停車する。2018,19年運行。
2018年は、秋季に年1日の運行であった。

#### ルジナー以西
- クルジヴォクラート・エクスプレス号（特急）
蒸気機関車。年8日のみ、ルジナー - ラコヴニーク - プラハ市内間に1往復運行する。ラコヴニーク以南は174号線に直通する。途中、ラコヴニーク停留所は通過する。
2017年は年4日、2018年は年5日の運行であった。

- 蒸気機関車（普通）
春・夏の年2日、ルジナー - ラコヴニーク - ベロウン間に1往復運行する。ラコヴニーク以南は174号線に直通する。途中、ラコヴニーク停留所は通過する。
2017年は、特急同様、「クルジヴォクラート・エクスプレス号」の愛称がつけられていた。2018,19年は、ルジナー方面に限り年2日運行していた。

- 蒸気機関車（快速）
秋季に年1日のみ、ルジナー - ラコヴニーク - モスト間に、一日1往復運行する。ラコヴニーク以西は126号線に直通する。途中、ラコヴニーク停留所は通過する。2018年運行。

- 蒸気機関車（普通）
年6日のみ、ルジナー - ラコヴニーク間に、一日2往復運行する。途中、ラコヴニーク停留所は通過する。2018,19年運行。
2018年は、年4日の運行であった。

- 蒸気機関車（普通）
春季に年1日のみ、ルジナー - ラコヴニーク - ボホフ間に、一日1往復運行する。ラコヴニーク以西は161号線に直通する。途中、ラコヴニーク停留所は通過する。2018年運行。

- 蒸気機関車（普通）
春季に年1日のみ、ルジナー - ラコヴニーク - クラロヴィツェ間に、一日1往復運行する。ラコヴニーク以西は162号線に直通する。途中、ラコヴニーク停留所は通過する。2018年運行。

## 駅一覧
以下では、チェコ国鉄120号線の駅と営業キロ、停車列車、接続路線などを一覧表で示す。
- 種別
  - R：特急
  - Sp：快速
  - Os：普通
- 停車駅
  - ■印：全列車停車
  - ●印：一部通過
  - ○印：一部停車
  - ｜印：全列車通過

### プラハ・マサリク～ラコヴニーク間
| 路線名 | 駅名                                 | 駅間営業キロ | 累計営業キロ          | 累計営業キロ      | R  | Sp | Os | 接続路線                                                                                           | 所在地         | 所在地         |
| ------ | ------------------------------------ | ------------ | --------------------- | ----------------- | -- | -- | -- | -------------------------------------------------------------------------------------------------- | -------------- | -------------- |
| 120    | プラハ・マサリク駅(休止中 *2)        | -            | ブブニ分岐点から -2.8 | ルジナーから 64.1 |    |    |    | 011号線（ブロド方面） 070号線（フシェタティ方面）、090号線（ウースチー方面） 232号線（リサー方面） | プラハ市       | プラハ市       |
| 120    | プラハ・ブブニ・ヴルタヴァ駅(休止*1) |              |                       | 61.2              |    |    |    | 地下鉄C線（ハーイェ方面、ラードヴィー方面）                                                        | プラハ市       | プラハ市       |
| 120    | ブブニ駅(休止中 *2)                  | 3.2          | 0.4                   | 60.9              |    |    |    | | プラハ市       | プラハ市       |
| 120    | ヴィースタヴィシチェ駅(未開業 *3)    | 0.9          | 1.3                   | 60.0              |    |    |    | | プラハ市       | プラハ市       |
| 120    | プラハ・デイヴィツェ駅               | 2.4          | 3.7                   | 57.6              | ■  | ■  | ■  | | プラハ市       | プラハ市       |
| 120    | プラハ・ヴェレスラヴィーン駅         | 4.0          | 7.7                   | 53.6              | ■  | ■  | ■  | 地下鉄A線                                                                                          | プラハ市       | プラハ市       |
| 120    | ルズィニェ駅                         | 3.2          | 10.9                  | 50.4              | ｜ | ○  | ■  | | プラハ市       | プラハ市       |
| 120    | ホスチヴィツェ駅                     | 3.9          | 14.8                  | 46.5              | ■  | ■  | ■  | 121号線、122号線                                                                                   | 中央ボヘミア州 | 西プラハ郡     |
| 120    | イェネチ駅                           | 3.6          | 18.4                  | 42.9              | ｜ | ○  | ■  | 121号線（イェネチ停留所）                                                                          | 中央ボヘミア州 | 西プラハ郡     |
| 120    | パヴロフ駅                           | 3.5          | 21.9                  | 39.4              | ｜ | ｜ | ■  | | 中央ボヘミア州 | クラドノ郡     |
| 120    | ウンホスチ駅                         | 2.4          | 24.3                  | 37.0              | ｜ | ｜ | ■  | | 中央ボヘミア州 | クラドノ郡     |
| 120    | クラドノ駅                           | 3.7          | 28.0                  | 33.3              | ■  | ■  | ■  | 093号線                                                                                            | 中央ボヘミア州 | クラドノ郡     |
| 120    | クラドノ・ロズヂェロフ駅             | 3.7          | 31.7                  | 29.6              | ｜ | ●  | ■  | | 中央ボヘミア州 | クラドノ郡     |
| 120    | カメンネー・ジェフロヴィツェ駅       | 2.6          | 34.3                  | 27.0              | ｜ | ｜ | ■  | | 中央ボヘミア州 | クラドノ郡     |
| 120    | カチツェ駅                           | 4.0          | 38.3                  | 23.0              | ■  | ■  | ■  | | 中央ボヘミア州 | クラドノ郡     |
| 120    | ストホフ駅                           | 2.8          | 41.1                  | 20.2              | ■  | ■  | ■  | | 中央ボヘミア州 | クラドノ郡     |
| 120    | リンホレツ駅                         | 3.0          | 44.1                  | 17.2              | ｜ | ●  | ■  | | 中央ボヘミア州 | ラコヴニーク郡 |
| 120    | ノヴェー・ストラシェチー駅           | 4.3          | 48.4                  | 12.9              | ■  | ■  | ■  | | 中央ボヘミア州 | ラコヴニーク郡 |
| 120    | ルジェヴニチョフ駅                   | 4.9          | 53.3                  | 8.0               | ｜ | ●  | ■  | | 中央ボヘミア州 | ラコヴニーク郡 |
| 120    | ルジナー・ウ・ラコヴニーカ           | 8.0          | 61.3                  | 0.0               | ■  | ■  | ■  | 124号線                                                                                            | 中央ボヘミア州 | ラコヴニーク郡 |
| 120    | ラコヴニーク停留所                   | 6.5          | 67.8                  | 6.5               | ｜ | ●  | ●  | | 中央ボヘミア州 | ラコヴニーク郡 |
| 120    | ラコヴニーク駅                       | 2.7          | 70.5                  | 9.2               | ■  | ■  | ■  | 126号線、161号線、162号線、174号線                                                                 | 中央ボヘミア州 | ラコヴニーク郡 |

(*1): 2017年7月 - 2020年5月の間のみ営業していた。
(*2): 2023年3月より2025年8月1日まで、工事のため休止中。
(*3): 2025年8月2日開業予定。

### プラハ本駅～ブブニ間（休止中）
2023年3月より、工事のため休止中。
| 路線名 | 駅名       | 駅間営業キロ | Ｏｓ | 接続路線 | 所在地   | 所在地   |
| ------ | ---------- | ------------ | ---- | --- | -------- | -------- |
| 120    | ブブニ駅   | -            | ■    | マサリク駅方面、クラルピ方面 | プラハ市 | プラハ市 |
| 120    | プラハ本駅 | 11.3 (*2)    | ■    | 010号線（トルジェボヴァー方面） 070号線（タンヴァルド方面）、090号線（ベルリン方面） 122号線（ルドナー方面）、171号線（ミュンヘン方面） 210号線（ドブルジーシ方面）、221号線（ブヂェヨヴィツェ方面） 232号線（リサー方面） 地下鉄C線（ハーイェ方面、ラードヴィー方面） | プラハ市 | プラハ市 |

(*2) 途中、マサリク駅付近の短絡線経由で011号線に乗り入れ、リベニ駅経由でプラハ本駅に入るルートとなる。